# 福島県立二本松工業高等学校
福島県立二本松工業高等学校（ふくしまけんりつ にほんまつこうぎょうこうとうがっこう）は、かつて福島県二本松市榎戸一丁目に所在した県立高等学校。通称「松工」（まつこう)。

## 概要
通称｢松工（まつこう）｣

## 設置学科
- 全日制課程
  - 機械システム科
  - 情報システム科
  - 都市システム科

## 沿革
- 1962年 - 福島県立二本松工業高等学校設立。
- 2011年 - 情報システム科募集定員40名減となる。
- 2023年 - 安達東高校と統合し、福島県立二本松実業高等学校が開校し、閉校[1]。

## 交通
- JR東北本線二本松駅下車

## 著名な出身者
高宮祐樹（ヤクルト陸上競技部） - 東京マラソン2016で8位入賞。